# Johann Caspar von Boddien
Johann Caspar von Boddien, auch Johann Kaspar v. B. (* 14. Juni 1772 in Danneborth; † 9. Mai 1845 in Ludwigslust) war ein deutscher Offizier und zuletzt mecklenburg-schwerinscher Generalmajor.

## Leben
Johann Caspar von Boddien war ein Sohn des 1787 in den Adelsstand erhobenen August Gotthard Boddien (1732–1795) auf Danneborth. Er trat 1788 als Sekondlieuteuant in das Infanterie-Regiment von Gluer ein. 1797 wurde er zum Stabskapitän befördert und 1801 als Major zur Leibgarde zu Pferde versetzt. 1808 berief ihn Herzog Friedrich Franz I. zum Kommandanten in Ludwigslust und zum herzoglichen Adjutanten. Ab 1812 diente er zugleich als Inspekteur der Landgendarmerie. 1813 erfolgte die Beförderung zum Oberst und 1822 zum Generalmajor und Generaladjutant. 1840 wurde er zum Chef der Gendarmerie bestellt. Als Adjutant dreier Herzöge (Friedrich Franz I., Paul Friedrich und Friedrich Franz II.) war Boddien eine Schlüsselfigur am Hof von Mecklenburg-Schwerin.
Von 1819 bis 1837 war er Besitzer des Gut Weisin bei Passow (Mecklenburg), wo er sich längere Zeit aufhielt. 1821 erreichte er die Rezeption in die Mecklenburgische Ritterschaft.
Johann Caspar von Boddien war verheiratet mit Henriette, geb. von Dewitz (1772–1857), einer Tochter des mecklenburg-strelitzschen Oberhofmarschalls Bodo (Christoph) Balthasar von Dewitz (1734–1792) und seiner Frau Auguste von Brauchitsch (1753–1820) sowie Schwester von Otto von Dewitz. Das Paar hatte neun Kinder, darunter den preußischen Offizier und Abgeordneten der Frankfurter Nationalversammlung, Alfons von Boddien, den mecklenburg-strelitzschen Hofmarschall Adolph von Boddien (1812–1885) sowie den Oberforstmeister Gustav von Boddien (1814–1870), der auch als Dichter bekannt wurde.

## Auszeichnungen
- Schwertorden
- Königlich Preußischer St. Johanniter-Orden in Brillanten[2]